# 말리부의 8마일
《말리부의 8마일》(영어: Malibu's Most Wanted)은 미국에서 제작된 존 화이트셀 감독의 2003년 코미디 영화이다. 제이미 케네디, 테이 디그스, 앤서니 앤더슨 등이 출연하였고, 마이크 카즈 등이 제작에 참여하였다.

## 출연진
- 제이미 케네디
- 테이 디그스
- 앤서니 앤더슨
- 리지나 홀
- 블레어 언더우드
- 데이미언 단테이 웨이언스
- 라이언 오닐
- 보 데릭
- 제프리 탬버
- 캘 펜
- 스누프 도그
- 닉 스워드슨
- 켈리 마틴
- 그레그 그런버그
- J. P. 머누
- 테리 크루스
- 크리스타 캠벨
- 마이크 엡스
- 펠리 펠

## 기타 제작진
- 공동 제작: 조시 H. 에팅, 러셀 홀랜더
- 배역: 메리 버뉴, 펄리샤 퍼사노(크레디트 미기재)
- 미술: 빌 엘리엇
- 의상: 더브레이 리틀
- 주제곡 작곡: 존 데브니